# Sangil-dong
Sangil-dong là một dong, phường của Gangdong-gu ở Seoul, Hàn Quốc.

## Lịch sử
Sangil-dong theo nghĩa đen có nghĩa là 'phần phía trên' và nằm ở vị trí địa lý cao hơn Hail-dong (hiện tại là Gangil-dong) nơi có dòng suối Genae chảy qua. Năm 1963, Sangil-dong trở thành một phần của Seoul. Cho đến đầu những năm 1980, khu phức hợp căn hộ khổng lồ có tên Godeok Jugong Apartments được xây dựng bởi Tập đoàn Nhà ở Quốc gia Hàn Quốc (hiện là Tập đoàn Nhà ở & Đất đai Hàn Quốc). Ga Sangil-dong là ga cuối phía đông của tàu điện ngầm Seoul tuyến 5 và cũng là địa điểm của trường Trung học Ngoại ngữ Hanyoung.

## Thông tin khu vực
Mã bưu chính hiện tại của Sangil-dong là 134-090. Trong đó 134 là cho Gangdong-gu và 090 là cho Sangil-dong.

## Văn phòng và tòa nhà
Samsung Engineering đã xây dựng trụ sở mới tại đây. Việc xây dựng bắt đầu vào tháng 9 năm 2009. Khu phức hợp bao gồm ba tòa nhà và có diện tích hơn 27.000 mét vuông, khiến nó trở thành khu bất động sản lớn thứ năm trong khu vực Seoul.